# Triunghi de autostrăzi

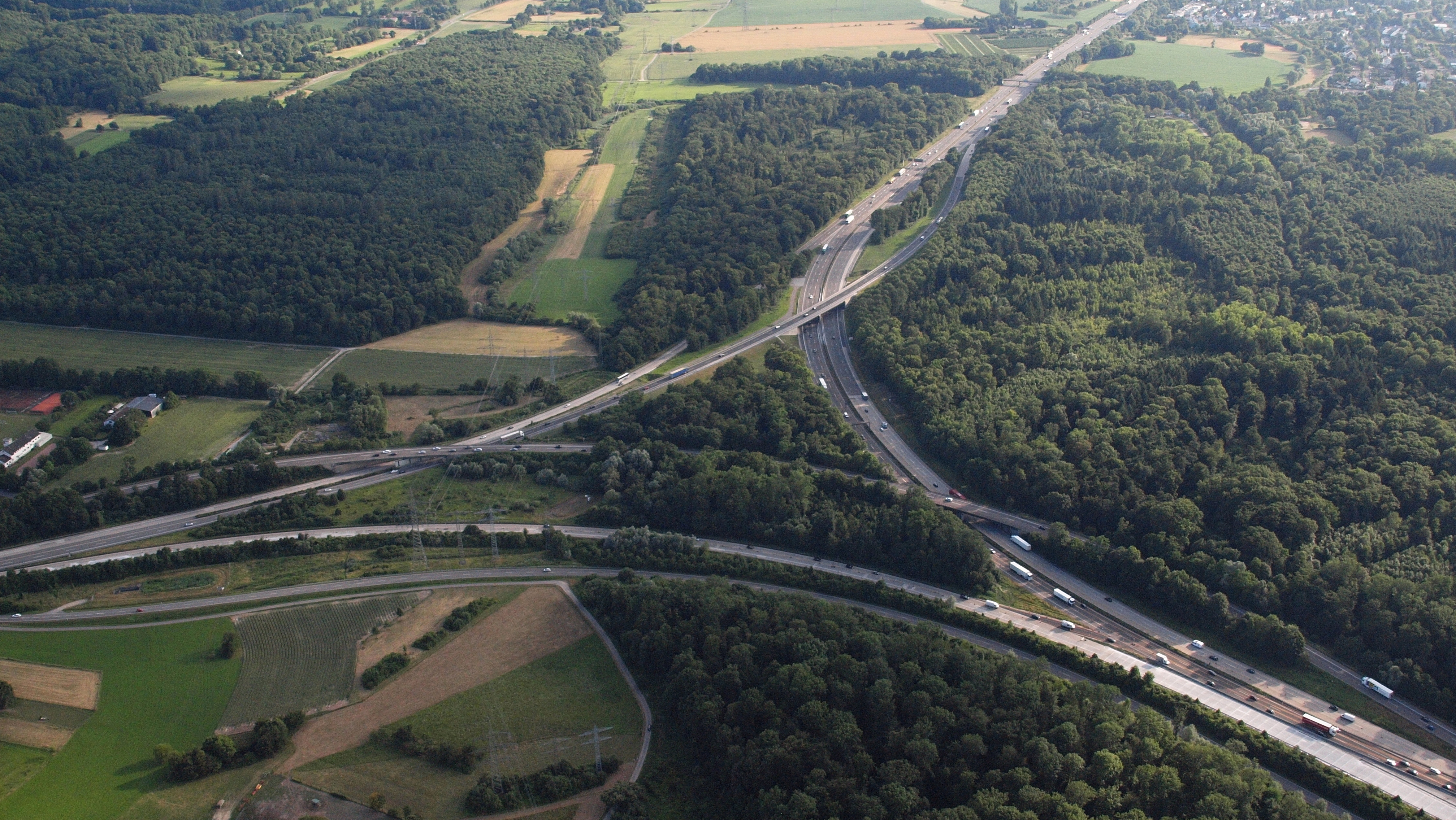
Un triunghi de autostrăzi lângă Karlsruhe

Un triunghi de autostrăzi (prescurtat TA) este un nod de trafic rutier cu trei brațe, o intersecție denivelată în care o autostradă se leagă în alta.
Din perspectiva traficului rutier, termenul de triunghi de autostradă există doar în Germania (simbol , abreviere: AD). Atât în Elveția cât și în Austria nu se face distincție între triunghiuri și intersecții: în Elveția acestea sunt denumite „bifurcații de autostradă” (simbol ), în Austria ca „nod”. Când simbolurile pentru intersecții au fost introduse pe indicatoarele rutiere ale autostrăzilor, nici în Germania nu s-a făcut distincție între intersecție și triunghi.
Dacă nu există nicio legătură între două dintre aceste brațe, se numește bifurcație de autostradă. În Germania, mai demult termenul „Autobahnabzweig“ („bifurcație de autostradă”) era obișnuit, dar acolo acest termen este considerat mai exact și este încă considerat termenul tehnic corect.
Triunghiurile de autostrăzi se află acolo unde o autostradă se termină și se îmbină în alta sau are cursul întrerupt. În ultimul caz, este un triunghi, dar aici un nod de autostradă este de obicei construit, cel puțin parțial, și nodul este deja menționat (cu o denumire) ca intersecție de autostrăzi. Aceasta înseamnă că, dacă autostrada întreruptă este extinsă în continuare, aceasta poate fi pusă în funcțiune fără lucrări suplimentare majore de construcție și fără redenumire.

## Componente
Componentele unui triunghi de autostrăzi corespund în esență cu cele ale unei intersecții de autostrăzi.

## Forme de construcție
Pot fi distinse trei forme de bază de triunghiuri de autostradă, precum și una care corespunde unui nod de autostradă neterminat, ulterior formând o intersecție în cruce. Toate formele au avantaje și dezavantaje în ceea ce privește eficiența economică, volumul traficului, cerințele de spațiu și siguranță.

Autobahndreieck
sus: forma-Y, 2 etaje, 3 poduri
jos: formă-T, 3 etaje, 2 poduri

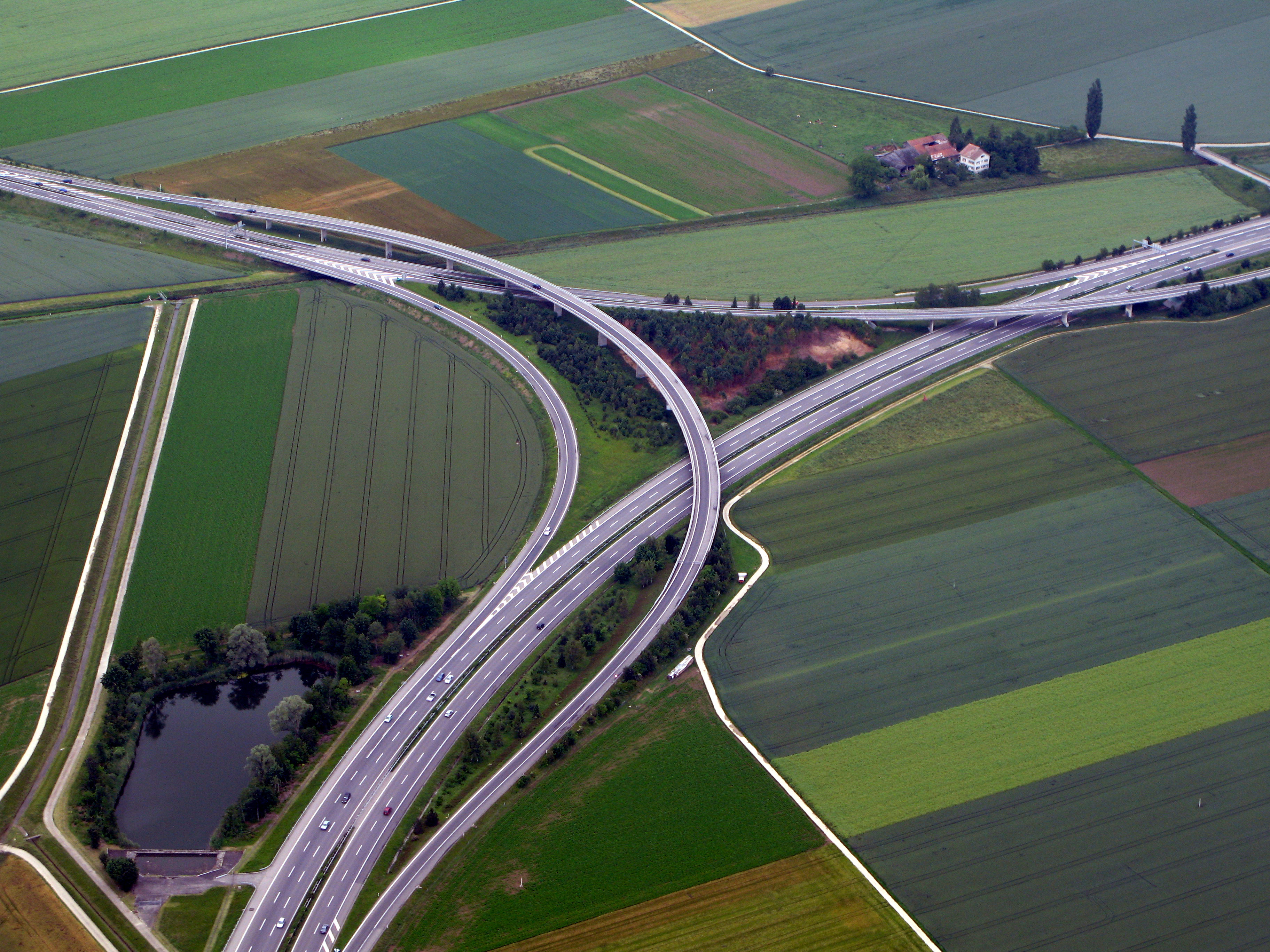
Triunghi cu două etaje: bifurcația Essert-Pittet A1/A9 în Elveția

### Triunghi
Cu această formă de construcție, toate benzile de viraj la stânga au o rază mare și sunt directe. Acest lucru face posibilă o viteză mare de circulație. Acest triunghi există în două variante, în funcție de intersecția rampelor: cu trei treceri individuale pe două etaje sau cu două treceri pe trei etaje, care este cunoscută și sub denumirea de jumătate de cruce malteză.
Utilizarea acestei forme este deosebit de utilă acolo unde există o densitate mare a traficului în toate direcțiile. În Germania se găsește mai ales în zonele cu trafic intens. Este cea mai folosită formă în Austria, foarte comună în SUA și formă de construcție comună pentru autostrăzile din zonele metropolitane.
Exemple pentru această formă de construcție
- Nodul Innsbruck (Austria) (47° 14′ 58″ N, 11° 23′ 54″ E) – În acest triunghi cu trei poduri se conectează Brennerautobahn A13 în Inntalautobahn A12. Traseul continuu este format din A13 si partea de est a A12.

- Échangeur de Tournai (Belgia) (50° 37′ 48″ N, 3° 25′ 11″ E) – Forma foarte complexă a unui triunghi de autostradă A8 / A16 lângă Tournai în Belgia. În interiorul triunghiului se află intersecția Tournai construită complet, care constă dintr-un total de șapte rampe de legătură.

- În largul Qingdao în Republica Populară Chineză în mijlocul Golfului Jiaozhou este construit un triunghi ca parte a Podul Qingdao-Haiwan situat la 36° 10′ 12″ N, 120° 17′ 54″ E.

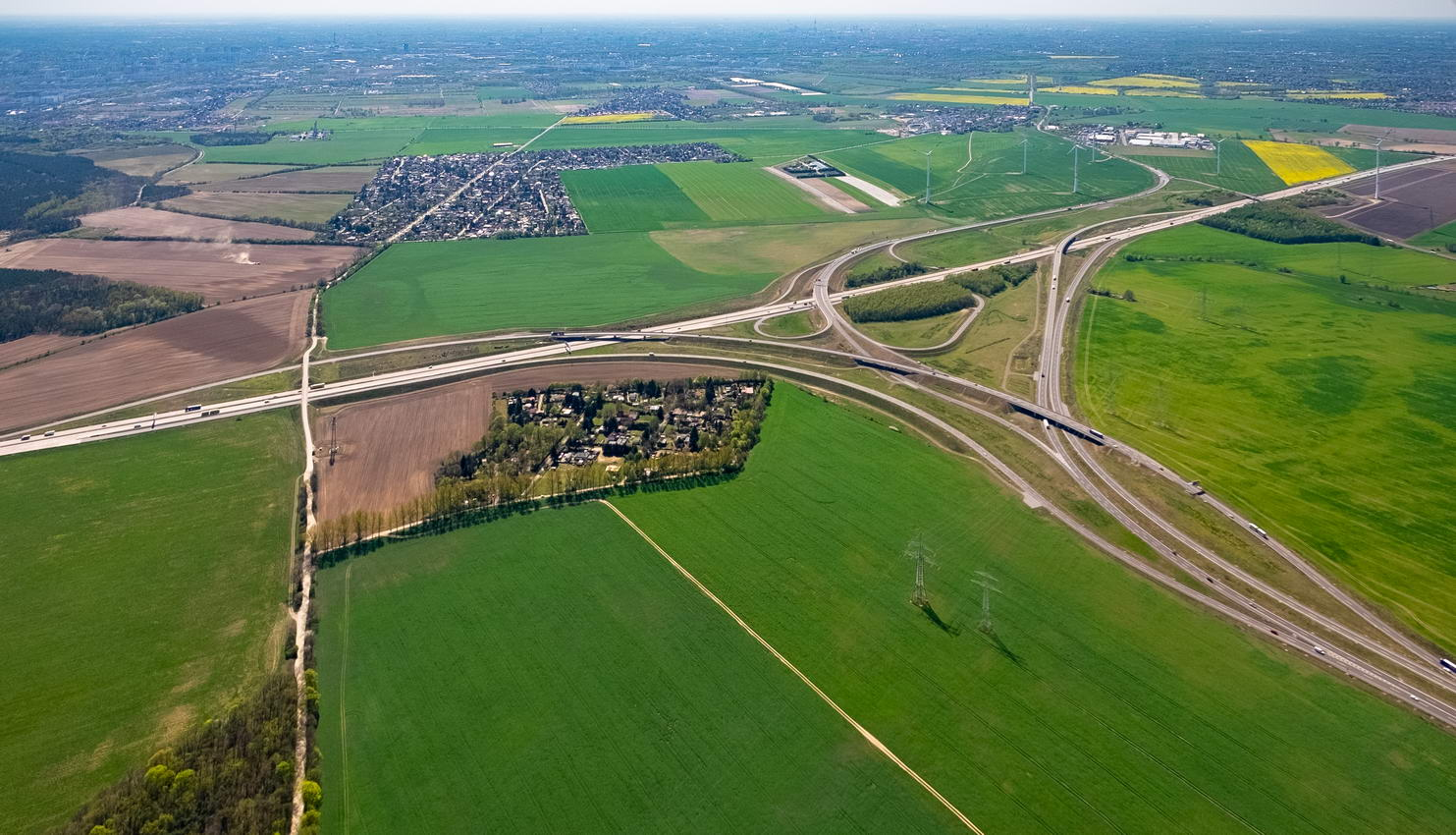
Triunghiul Barnim

- Triunghiul Viernheim (Germania) (49°33′21″N 8°33′22″E / 49.55583°N 8.55611°E) – Triunghi așezat foarte simetric cu trei poduri pe A 6 / A 67. Banda continuă formează legătura Frankfurt am Main–Karlsruhe (A 6–A 67).
- Triunghiul de autostrăzi Karlsruhe (Germania) de pe A 5 / A 8.

- Triunghiul de autostrăzi Balinț (România) aflată la joncțiunea autostrăzii A6 cu A1, 10 km la nord de Lugoj (45°47′50.2″N 21°51′6″E / 45.797278°N 21.85167°E).

### Triunghi fără o direcție principală definită
Acesta este un nod de circulație cu trei brațe denivelate, format din trei bifurcări, structura de trecere respectivă traversând doar peste o bandă al sensului opus, ceea ce creează vizavi de drumul ramificat pe sensul principal un TOTSO sau o ieșire pe stânga.
Există spații între benzile de direcție. Acest model de construcție există în mai multe locuri în SUA. 

„Trompetă“ orientată spre stânga

„Trompetă“ orientată spre dreapta

### Trompetă
Cu așa-numita „trompetă”, o bandă care virează la stânga este direcționată semi-direct și o bandă indirect. Această formă de construcție este rentabilă, deoarece este necesară o singură structură de pod și este nevoie de spațiu relativ mic. Cu toate acestea, viteza maximă în rampa de conectare ghidată indirect este mică. Datorită designului său simplu, trompeta este potrivită și ca nod de autostradă dacă drumul de aducere se termină la intersecție. Circulația liberă datorită intersecției denivelate nu implică costuri suplimentare pentru structura podului, neexistând împletire de drumuri.
Există două variante de trompetă: dreapta și stânga. Trompeta se găsește adesea în Germania, dar cea din dreapta este mai rară, deoarece traficul trebuie ghidat în raza strâmtă a buclei fără o bandă de întârziere în amonte, ceea ce are un impact negativ asupra siguranței traficului. Prin urmare, această formă este de preferință realizată numai dacă spațiul disponibil nu permite nici o altă formă de construcție.

### Trompetă dublă
Această formă de  construcție este folosită atunci când două autostrăzi sau drumuri asemănătoare autostrăzilor (de exemplu DEx) se apropie, dar nu se intersectează sau se intersectează doar într-un punct îndepărtat sau când ulterior se va crea o legătură. În acest caz, este introdus un sistem scurt de conectare asemănător autostrăzii, creând două joncțiuni cu trei brațe (trompete). În acest caz, „muștiucurile” trompetelor sunt conectate direct între ele. Vizavi de o intersecție, cele două piese în T formează o legătură cu 4 brațe în formă de H. Acest lucru este preferat în Italia, Japonia și SUA pentru a conecta drumurile cu taxă cu drumurile fără taxă. Exemple de trompete duble sunt:
- Legătura dintre A 45 lângă Dillenburg și drumul național B 277 la 50° 44′ 38″ N, 8° 15′ 37″ E.
- Intersecția Trier-Ehrang, la 49° 48′ 7″ N, 6° 42′ 31″ E care conectează A 602 cu B 52.

O formă specială a trompetei duble fără rampe directe este forma de construcție agrafa de birou (în engleză Paperclip).

Legătura cu „două trompete”
„Agrafă de birou“
„Trompetă dublă“

### Pară
Într-un triunghi de autostradă în formă de pară, ambele benzi de viraj la stânga sunt semi-directe. Acest lucru permite trecerea cu viteză mare, dar necesită și mai mult spațiu decât trompeta și sunt necesare două structuri de pod.
Astfel de construcții sunt des întâlnite în Cehia și Slovacia. Un exemplu bun este nodul rutier Sedlice (D11 / D35) lângă Hradec Králové (Cehia). În Slovacia, nodurile Nitra-západ (R1 / R1a) și Žilina (D1 / D3) se bazează pe modelul pară.

Triunghi în formă de „pară“
Triunghi „jumătate de trifoi“
„Trompetă“, înainte de schimbare în trifoi întreg, aplicat la intersecțiile  Ratingen-Ost, Dortmund-Nordwest și Triunghiul Seligenstädter

### Jumătate de trifoi
Jumătatea de trifoi reprezintă un caz special în rândul triunghiurilor de autostrăzi, care apare numai dacă în timpul construcției este planificată o schimbare în intersecție de autostrăzi ca formă de construcție trifoi. Întreaga dezvoltare este în mod normal proiectată în așa fel încât să fie posibilă extinderea într-un nod complet de autostradă fără modificarea structurilor existente. În cele mai multe cazuri, sunt finalizate doar acele rampe de legătură directă și indirectă care sunt efectiv utilizate. Cu toate acestea, structura centrală a podului este extinsă la întreaga sa lățime. Comparativ cu modelul trompetă, jumătatea de trifoi are o secțiune în care traficul se împletește.
Exemple (Germania):
- Triunghiul de autostrăzi Holledau (A 9 / A 93)
- Triunghiul de autostrăzi  Dortmund/Witten (A 44 / A 45)

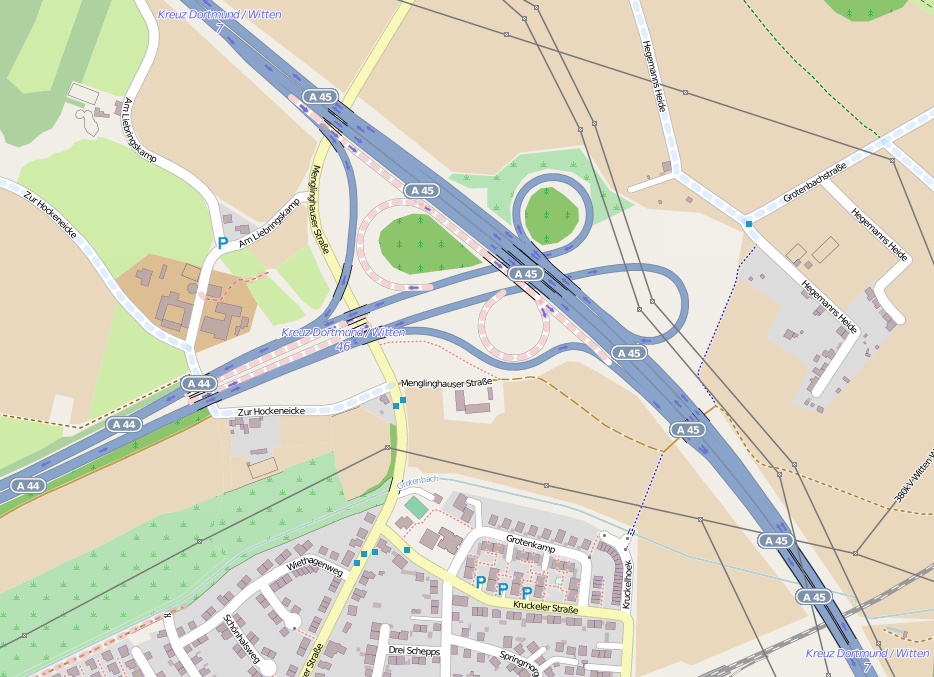
TA Dortmund/Witten
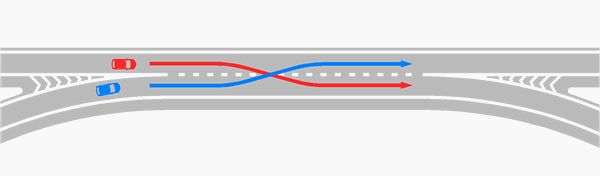
Traseu cu fluxurile de trafic prin împletire